# Dysdera westringi
Dysdera westringi là một loài nhện trong họ Dysderidae.
Loài này thuộc chi Dysdera. Dysdera westringi được Octavius Pickard-Cambridge miêu tả năm 1872.